# Esmeray
Esmeray Diriker (Istanbul, 25 februari 1949 – aldaar, 25 maart 2002), artiestennaam Esmeray, was een Turks zangeres en actrice van Afro-Turkse afkomst.

## Levensloop

### Afkomst en jeugd
Esmeray Diriker werd in 1949 geboren in Emirgan, een wijk in Istanboel die zich aan de Europese kant van de Bosporus bevindt. Haar voorouders kwamen uit Afrika. De grootouders van Esmeray zijn ten tijde van het Ottomaanse Rijk via Marokko in Turkije terechtgekomen.

### Loopbaan als actrice en zangeres
In 1960 begon Esmeray met acteren en tot 1974 speelde ze in verschillende theaters. In 1970 trouwde Esmeray met de Turkse componist Şemi Diriker. Vanaf 1972 begon ze met optredens als zangeres.
In 1974 won Esmeray een wedstrijd die werd georganiseerd door de Turkse omroep TRT. Het winnende nummer Unutama Beni (Vergeet mij niet), dat werd geschreven door haar man en artistieke partner Şemi Diriker, werd door het publiek uitgeroepen tot het beste nummer. Het lied was gebaseerd op een Arabische melodie. Het lied werd kort na de wedstrijd door de TRT geboycot, omdat de omroep het nummer ongeschikt vond om de moderne Turkse muziek te vertegenwoordigen.
Esmeray nam in 1978, als lid van de Grup Sekstet, deel aan de Turkse voorselectie voor het Eurovisiesongfestival. De groep eindigde op de tweede plaats met het lied İnsanız Biz (Wij zijn mensen).

### Einde zangcarrière en comeback als actrice
Na het album Sürpriz beëindigde Esmeray in 1986 haar muzikale carrière. Ze keerde in 1995 terug naar het theater. Nadat in 2001 kanker bij haar was vastgesteld werd ze gedurende drie maanden behandeld. Op 25 maart 2002 overleed Esmeray in haar huis in Istanboel.

## Thematiek
Veel van Esmerays nummers gaan over het leger. Een bekende hit in Turkije is Gel Tezkere Gel, waarin de hoofdpersoon hoopt dat haar geliefde snel terugkeert uit militaire dienst.
Andere liederen gaan over het omgaan met raciale vooroordelen en de daarmee samenhangende frustratie. Cultureel antropoloog Kornelia Binicewicz zegt over Esmeray's nummer 13.5 uit 1976: 

”the low, deep and proud voice of Esmeray takes us into a different level of understanding about what it means to be a Black Turkish girl.”

- MusicBrainz: ae95b006-7311-4da3-959d-c76720a36f27